# Іван Штефанець
Іван Штефанець (словац. Ivan Štefanec; нар. 30 вересня 1961, Поважська Бистриця) — словацький політик і менеджер, депутат Європейського парламенту з 2014.
У 1979–1983 роках він навчався у Вищій школі економіки в Братиславі, потім у аспірантурі з англійської мови в Університеті Коменського (1987–1989). У 1994 році він закінчив докторантуру в Університеті економіки в Братиславі.
У 1994–2004 роках працював на керівних посадах в компанії Coca-Cola Beverages Slovakia. Він був першим головою Спілки підприємців Словаччини. У 2006 році він став урядовим уповноваженим з питань введення євро. У тому ж році його обрали членом Національної ради від SDKÚ-DS, а у 2010 і 2012 роках переобраний.
19 лютого 2015 року Іван Штефанець залишив партію SDKÚ-DS, оголосивши, що вона припинила функціонувати. У листопаді 2015 року він став членом партії Християнсько-демократичний рух.
Він є почесним головою Спілки підприємців Словаччини.